# Raport sintactic
Raporturile sintactice sunt legături gramaticale ce se stabilesc între părțile unei propoziții sau între propozițiile unei fraze. Acestea sunt:
- raportul de subordonare
- raportul de coordonare
- raportul dintre subiect și predicat